# AMC 34
L'AMC 34 (Automitrailleuse de Combat Renault modèle 1934) è stato un carro armato leggero prodotto in Francia verso la metà degli anni trenta, ma ebbe una breve carriera perché gli si preferì l'AMC 35 e non fu mai utilizzato sul campo.

## Storia

### Sviluppo
In ottemperanza all'elaborazione del vasto programma d'ammodernamento delle forze armate, emanato dal governo francese verso la fine degli anni venti, la Renault ideò tre tipi di veicoli base per venire incontro alle esigenze di equipaggiare adeguatamente la cavalleria e portarla a standard operativi moderni:
- Automitrailleuse de Decouverte, abbreviato in AMD, erano mezzi preposti alla sola ricognizione;
- Automitrailleuse de Recoinnassance, abbreviato in AMR, erano mezzi preposti alla ricognizione ma suscettibili di altri impieghi;
- Automitrailleuse de Combat, abbreviato in AMC, erano mezzi meglio corazzati e armati che dovevano comporre la massa d'urto delle future divisioni meccanizzate e contrastare i blindati avversari.[1]

Agli inizi degli anni trenta la Renault era dunque assiduamente impegnata a sviluppare tali concetti in veicoli reali, valutarli assieme alle autorità militari e avviarne la produzione. In contemporanea alla messa a punto del piccolo AMR 33 fu studiato un carro più grande e meglio armato, di cui fu completato un prototipo alla fine del 1933: equipaggiato con la torretta del Renault FT, non diede dei buoni risultati durante i test svoltisi ai primi del 1934; fu perciò costruito un secondo veicolo di prova dotato di una torretta biposto APX-2, la prima in assoluto nell'arma carrista francese. Le prove furono soddisfacenti e il nuovo mezzo fu accettato con la dizione Automitrailleuse de Combat modele 1934 o più brevemente AMC 34.
A questo punto sorse una diatriba se costruire i modelli di serie mediante saldatura (detti Renault VO) o rivettatura (Renault YR): la prima opzione garantiva maggior resistenza alle protezioni ed evitava l'effetto-proiettile dei rivetti strappati da colpi che non penetravano la corazza; il maggior costo di questo processo fece sì, però, che lo stesso Louis Renault imponesse l'uso delle piastre rivettate, di più economica produzione.

### Produzione
La catena di montaggio fu aperta e chiusa nello stesso 1934, totalizzando solo 12 esemplari: infatti i comandi rifiutarono ben presto il progetto, e la Renault decise di bloccarne la fabbricazione.

### Impiego

#### Francia
Le 12 unità completate furono comunque integrate nell'esercito francese, deficiente di componente corazzata. Durante il 1937, però, l'aumento della produzione nazionale di carri armati e l'innalzamento della qualità dei nuovi materiali provocò il ritiro degli AMC 34, inviati in Marocco come parte del 1º Reggimento Cacciatori, dove furono riequipaggiati prima con le torrette del Renault FT poi con quelle del Char D2 armate di 47 mm SA 34. All'inizio del 1940 furono rimpiazzati dagli Hotchkiss H35 e relegati a compiti d'addestramento; è improbabile il loro utilizzo in battaglia, dato che non apparvero sulle liste di equipaggiamenti allegate all'armistizio di Compiègne.

#### Belgio
Nel 1935 il governo belga decise di meccanizzare le proprie forze di cavalleria: a questo scopo fu previsto di dotare ognuno dei 6 reggimenti esistenti con uno squadrone di 12 carri armati; fu poi spedito un ordine per 25 AMC 34 alla Renault, che li avrebbe consegnati in due parti, scafo e torretta. La fine della produzione del mezzo, avvenuta durante il 1934, fece sì che nessun veicolo completo fosse inviato in Belgio, il quale ricevette solo le 25 torrette; queste furono armate con un cannone SA 34 da 47 mm, una mitragliatrice coassiale Hotchkiss da 13,2 mm e adoperate nelle fortificazioni costiere.

## Caratteristiche
Carro dalle dimensioni contenute, aveva un equipaggio di due uomini (comandante/cannoniere e guidatore) se dotato della torretta del Renault FT, di tre membri (comandante, cannoniere e pilota) se sullo scafo era installata l'APX-2. Cambiava anche l'armamento: con la prima consisteva in un cannone Puteaux SA 18 da 37 mm, mentre il secondo modello di torretta presentava un cannone SA R.F. da 25 mm e una mitragliatrice coassiale da 7,5 mm; sempre per questa differenza l'altezza veniva di poco modificata, ma precisamente non si sa di quanto (è riportato 2,10 metri senza specificare il modello). Lo scafo era alto 1,55 metri e corazzato al massimo con 20 millimetri nella parte frontale, ai lati da piastre spesse tra i 10 e i 18 mm, per lo più montate verticalmente; davanti aveva un piccolo visore per il guidatore, coadiuvato da un portello posteriore per il rapido abbandono del mezzo.
Il treno di rotolamento era stato mutuato dall'AMR 33, composto per lato da 4 ruote portanti e 4 rulli tendicingolo, con ruota motrice anteriore e di rinvio posteriore. Le sospensioni erano di due tipi: un singolo mollone verticale era assicurato a un carrello che univa la coppia centrale di ruote, mentre due molloni montati orizzontalmente erano vincolati alla prima e ultima ruote. La propulsione era demandata a un motore Renault a 8 cilindri, collegato a un cambio con quattro marce avanti e altrettante indietro capace di garantire un'autonomia di 200 chilometri grazie anche al serbatoio da 200 litri e al consumo medio di carburante, 114 litri ogni 100 chilometri percorsi. L'apparato era sistemato nella parte posteriore destra dello scafo, a fianco del guidatore. Il peso complessivo del mezzo era di 9,7 tonnellate.